# 細川文昌
細川 文昌（ほそかわ ふみまさ、1963年 - ）は、日本の写真家。新潟県新潟市生まれ。
1992年、オハイオ大学大学院修了。2002年、フィリップモリスK.K. アートアワードでザ・ファースト・ムーブ大賞を受賞。専門学校東京ビジュアルアーツで講師を務める。

## 写真集
- 『アノニマスケイプ こんにちは二十世紀』平成写真文庫 ISBN 4990240723 ISBN 978-4990240721
2002年6月30日初版第1刷（100部発行、限定ナンバー、直筆サイン入り）
2002年12月30日初版第2刷（100部増刷）
2005年2月1日新版第1刷（1000部発行）

## 主な個展
- 「追随の眼」Za Gallery 有明、1997年
- 「アノニマスケイプ 行旅死亡人の風景」ニコンサロン銀座、1999年
- 「アノニマスケイプ こんにちは二十世紀 前篇」ニコンサロン銀座、2001年